# Торханы (Шумерлинский район)
Торха́ны (чув. Турхан) — деревня Шумерлинского района Чувашской Республики России. Административный центр Торханского сельского поселения.

## Географическое положение
Расположена в 15 км к северо-востоку от районного центра — города Шумерли. Ближайшая железнодорожная станция Шумерля расположена там же. К северу от деревни проходит региональная автодорога Чебоксары — Сурское. Деревня располагается на берегах реки Большой Цивиль.

## История
Деревня образована в 1925 году при объединении деревень Торхан-Вазяково, Торхан-Сандркино, Торхан-Тугасы, Торхан-Яушево. Жители деревень, чуваши, до 1835 года были государственными, до 1863 года — удельными крестьянами. Основные их занятия — земледелие, животноводство, пчеловодство, извоз. В 1889 году в деревне Торхан-Вазяково открылась церковно-приходская школа. По состоянию на начало 1920-х годов действовала школа первой ступени и школа ликвидации неграмотности. В 1929 году сформирована сельскохозяйственная артель «Торхановское», а в 1931 году — колхоз «Комбинат» В 1932 году жители деревни участвовали в строительстве автодороги Шумерля-Чебоксары. 276 жителей участвовали в Великой Отечественной войне, из них погибли 155 человек.
Есть две версии происхождения названия деревни — от феодалов-турханов, ещё периода татаро-монгольского ига, или от личного имени Торган.

### Административная принадлежность
Деревня входила в состав Атаевской и Ходаровской волостей Курмышского уезда с XIX века до 1920 года (в том числе Атаевского удельного приказа), Ходаровской волости Ядринского уезда в 1920—1927 гг.. В 1927—1935 гг. относилась к Вурнарскому району, с 1935 года относится к Шумерлинскому району, кроме периода 1965—1966 гг., когда находилась в подчинении городского совета города Шумерли С 1927 года — центр Торханского сельсовета, позднее реорганизованного в Торханское сельское поселение.

## Население
| 2010 | 2012 |
| ---- | ---- |
| 604  | ↗737 |

Число дворов и жителей:
- 1926: 258 дворов, 614 мужчин, 629 женщин.
- 1939: 620 мужчин, 742 женщины.
- 1979: 474 мужчины, 607 женщин.
- 2002: 324 двора, 685 человек: 309 мужчин, 376 женщин.
- 2010: 237 частных домохозяйств, 604 человека: 284 мужчины, 320 женщин[2].

## Современное состояние
В деревне действуют школа, детский сад, фельдшерский пункт, библиотека, клуб, отделения связи и Сбербанка, 4 спортплощадки, ДЮСШ, физкультурно-оздоровительный комплекс, 3 магазина, кафе.